# 斎藤賢道
齋藤 賢道（さいとう けんどう、1878年6月28日 - 1960年4月14日）は、日本における発酵微生物学の基盤を作った細菌学者。大阪帝国大学名誉教授、大阪醸造学会会長、理学博士。
戦前、国内や中国、朝鮮、満州に生息する微生物の分類同定を行ない、黴類で28種、酵母菌で37種、細菌で27種もの新種を発見し報告した。菌類による発酵過程での生理機構やその生殖現象についても研究を行なった。また微生物に関する多数の専門書や啓蒙書を著した。

## 経歴
金沢市に生まれる。父親は斎藤深了。1897年、第四高等学校第2部を卒業し、東京帝国大学理科大学植物学科進学。1900年、東京帝国大学大学院植物学研究科植物生理学専攻進学。
1904、東京税務監督局酒類分析鑑定官。1909年、理学博士の学位を授与される。農商務省海外実業練習生としてドイツに留学。
1911年、帰朝。満州鉄道中央試験所に勤務。1922年、同研究所所長。イタリアトリノ市立農業学士院外国人会員。
1925年、8カ月間欧米視察旅行。1927年、満州鉄道職員退職。1928年、大阪高等工業学校講師嘱託。
1929年、大阪工業大学教授、大阪醸造学会会長。1933年、大阪帝国大学教授。1935年、日本醸友会名誉顧問。
1940年、大阪帝国大学名誉教授。1958年、紫綬褒章受賞。1960年4月14日、狭心症のため東京で死去。

## 主要業績
斎藤賢道の研究業績は以下のようなものがある。
1. 日本の繊維植物の解剖学的研究特に靱皮細胞に就いての研究。
2. 大気中の菌糸に関する研究。
3. 東洋の醸造物に関する微生物学的研究。
4. 菌類の生殖に関する研究。
5. 発酵菌類の物質代謝に関する研究。
6. 東洋の野生菌類の研究。

## 主要著作
- 斎藤賢道 （1909）「東洋産有用発酵菌」博文館（東京）
- 斎藤賢道 （1912）「応用菌学汎論」博文館（東京）
- 斎藤賢道 （1929）「発酵菌類検索便覧」丸善（東京）
- 斎藤賢道 （1938）「要説発酵生理学」丸善（東京）
- 斎藤賢道 （1949）「発酵微生物記」富民社（大阪）
- 斎藤賢道 （1949）「発酵微生物実験法」大阪醸造学会（大阪）
- 斎藤賢道 （1960）「麹酸の発見」日本醸造協会雑誌 55, p417